# Rhode Island
Rhode Island (/ˌroʊdˈaɪlənd/ ⓘ), tên chính thức Tiểu bang Rhode Island (State of Rhode Island), là một tiểu bang nằm trong vùng New England của Hoa Kỳ. Đây là tiểu bang có diện tích nhỏ nhất nước Mỹ với dân số ít thứ 7, nhưng lại là bang có mật độ dân số cao thứ hai, chỉ sau New Jersey. Tuy tên gọi dịch sang tiếng Việt là Đảo Rhode, phần lớn tiểu bang lại nằm trong lục địa. Về vị trí địa lý, Rhode Island giáp với Connecticut về phía tây, Massachusetts về phía bắc và phía đông, và Đại Tây Dương ở phía nam. Một phần nhỏ đường biên hàng hải của Rhode Island trùng với New York. Providence là thủ phủ và là thành phố đông dân nhất của Rhode Island.
Ngày 4 tháng 5 năm 1776, Thuộc địa Rhode Island và Đồn điền Providence là thuộc địa đầu tiên trong Mười ba thuộc địa tuyên bố tách khỏi Vương quốc Anh, và là tiểu bang thứ tư ký Các điều khoản Hợp bang vào ngày 9 tháng 2 năm 1778. Bang này tẩy chay đại hội năm 1787, nơi đề xuất Hiến pháp Hoa Kỳ và ban đầu từ chối thông qua nó; rốt cuộc trở thành tiểu bang cuối cùng trong số 13 bang lập quốc đặt chữ ký vào Hiến pháp vào ngày 29 tháng 5 năm 1790.
Từ lúc gia nhập Liên bang vào năm 1790, tên chính thức của tiểu bang là Tiểu bang Rhode Island và Đồn điền Providence (State of Rhode Island and Providence Plantations). Vào tháng 11 năm 2020, cử tri tại tiểu bang bỏ phiếu thông qua sửa đổi hiến pháp của bang, rút gọn tên chính thức thành Tiểu bang Rhode Island (State of Rhode Island). Thay đổi này có hiệu lực vào ngày 30 tháng 11 năm 2020 khi kết quả bỏ phiếu được chứng thực. Tên hiệu của tiểu bang là "Tiểu bang Đại dương" (Ocean State), nhằm nhắc đến các vịnh biển lớn chiếm khoảng 14% tổng diện tích của bang.

## Các thành phố lớn

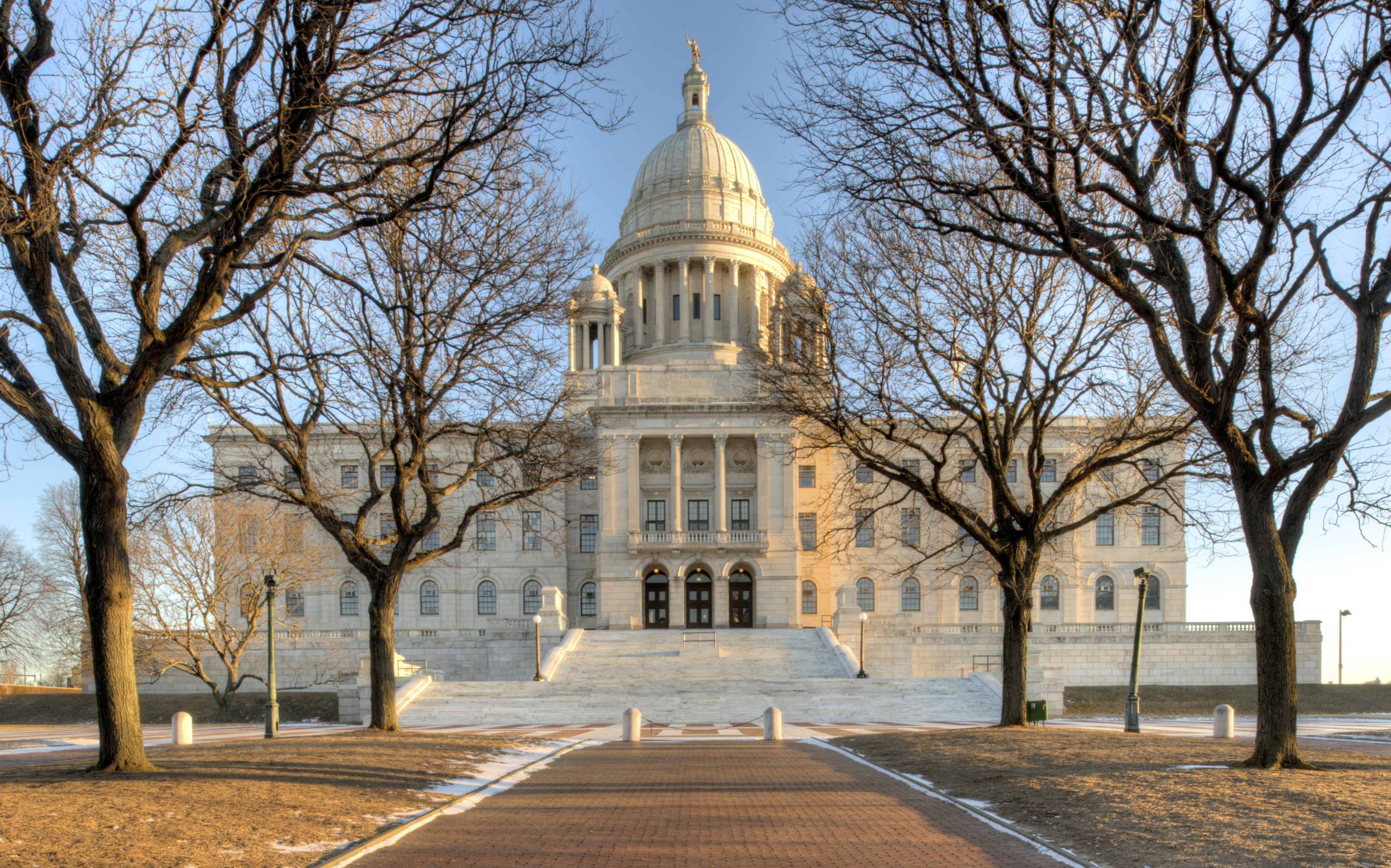
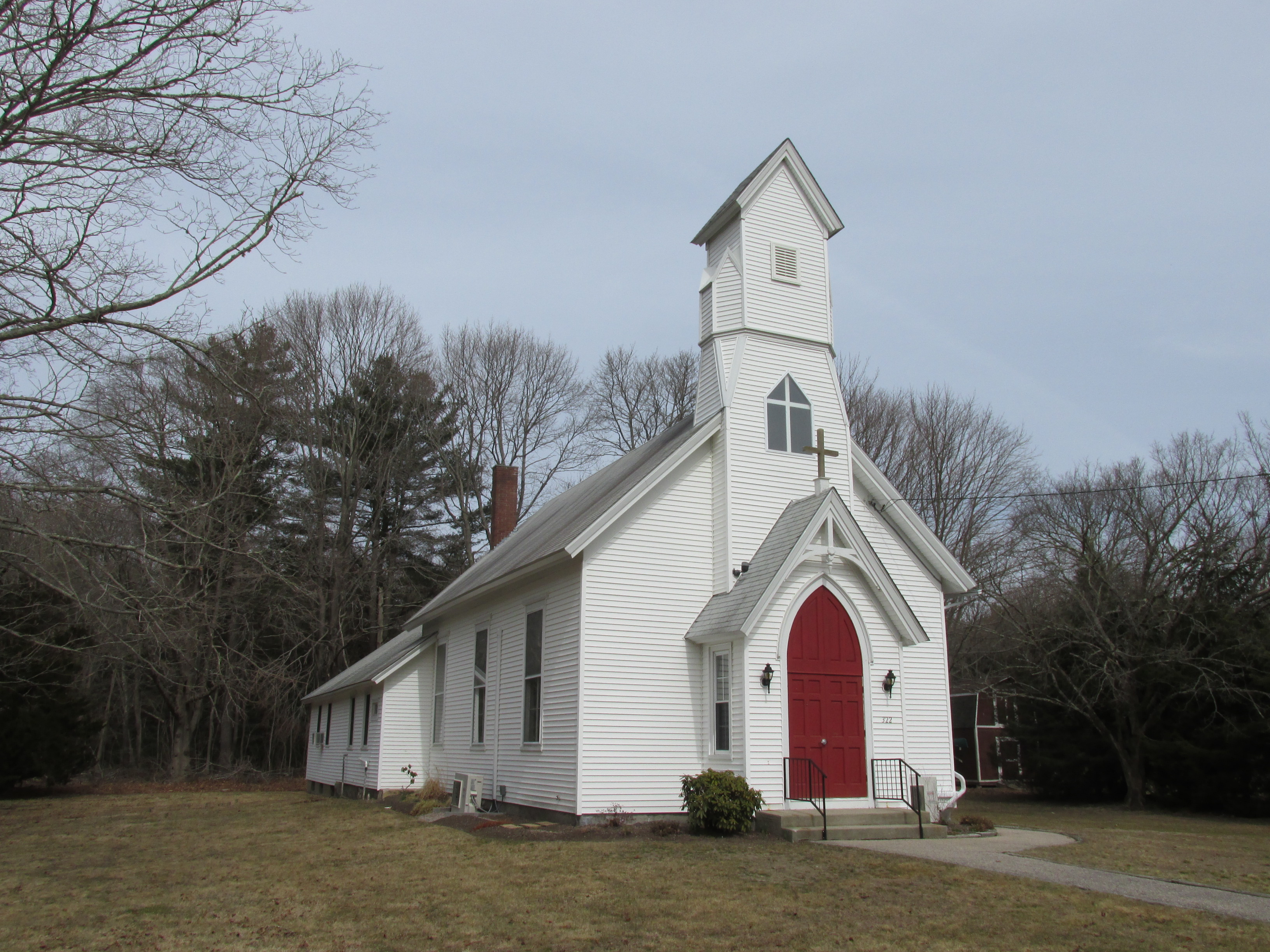
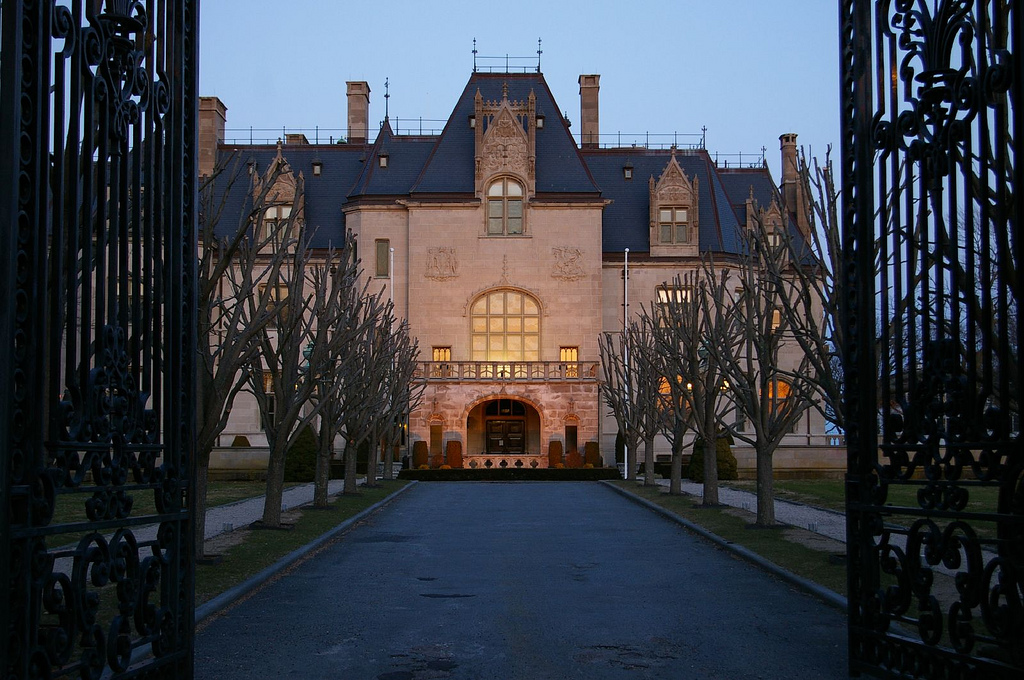

## Tên gọi